# Сір-Дар
Сір-Дар (перс. سيردر) — село в Ірані, у дегестані Хондаб, в Центральному бахші, шагрестані Хондаб остану Марказі. За даними перепису 2006 року, його населення становило 158 осіб, що проживали у складі 33 сімей.

## Клімат
Середня річна температура становить 11,60°C, середня максимальна – 30,13°C, а середня мінімальна – -9,80°C. Середня річна кількість опадів – 273 мм.
| Клімат поселення                              | Клімат поселення | Клімат поселення | Клімат поселення | Клімат поселення | Клімат поселення | Клімат поселення | Клімат поселення | Клімат поселення | Клімат поселення | Клімат поселення | Клімат поселення | Клімат поселення | Клімат поселення |
| Показник                                      | Січ.             | Лют.             | Бер.             | Квіт.            | Трав.            | Черв.            | Лип.             | Серп.            | Вер.             | Жовт.            | Лист.            | Груд.            |                  |
| Середній максимум, °C                         | 8,01             | 9,58             | 13,66            | 18,80            | 22,67            | 29,54            | 30,13            | 29,42            | 24,91            | 19,93            | 13,20            | 7,78             |                  |
| Середня температура, °C                       | −0,89            | 0,68             | 4,78             | 9,88             | 13,76            | 20,64            | 24,29            | 23,58            | 19,08            | 14,08            | 7,36             | 1,92             |                  |
| Середній мінімум, °C                          | −9,8             | −8,23            | −4,13            | 0,99             | 4,86             | 11,72            | 18,44            | 17,74            | 13,22            | 8,24             | 1,52             | −3,92            |                  |
| Норма опадів, мм                              | 42               | 34               | 49               | 37               | 36               | 8                | 0                | 1                | 0                | 6                | 23               | 37               |                  |
| Середньомісячна швидкість вітру, м/с          | 1.53             | 2.03             | 3.04             | 2.87             | 2.72             | 2.43             | 2.42             | 2.40             | 2.20             | 2.10             | 1.89             | 1.46             |                  |
| Середньомісячна сонячна радіація, кДж/м²·день | 9137             | 12327            | 14780            | 18241            | 22206            | 27017            | 26008            | 24021            | 21108            | 15603            | 10946            | 8999             |                  |
| --------------------------------------------- | ---------------- | ---------------- | ---------------- | ---------------- | ---------------- | ---------------- | ---------------- | ---------------- | ---------------- | ---------------- | ---------------- | ---------------- | ---------------- |
| Джерело:                                      |                  |                  |                  |                  |                  |                  |                  |                  |                  |                  |                  |                  |                  |